# Joan de Nicomèdia
Joan de Nicomèdia (en llatí Joannes) va ser prevere de l'església de Nicomèdia a Bitínia en temps de Constantí I el Gran. Era prevere l'any 322 o 323. Va escriure una obra titulada Μαρτύριον τοῦ ἁγίου Βασιλεως ἐπισκόπου Ἀμασείας, Acta Martyrii S. Basilei Episcopi Amasiae.